# Trochosa minima
Trochosa minima là một loài nhện trong họ Lycosidae.
Loài này thuộc chi Trochosa. Trochosa minima được Carl Friedrich Roewer miêu tả năm 1960.